# Karlstads centralstation
Karlstads centralstation är en järnvägsstation i Tingvalla i Karlstad som ritats av Stockholmsarkitekten Hjalmar Kumlien och invigdes 1869 när den Nordvästra stambanan drogs fram till Karlstad.
Stationshusets placering går helt i linje med arkitekten Adolf W. Edelsvärd idé om att järnvägsstationerna skulle stå som fondmotiv till några av städernas mest centrala gator. Edelsvärd var chefsarkitekt vid Statens Järnvägars arkitektkontor vid tiden för uppförandet och han har även signerat ritningarna till stationsbyggnaden, men troligen har arkitekt Hjalmar Kumlien upprättat ritningarna. Kumlien har enligt uppgift även ritat den intilliggande stinsbostaden. Stationshuset stod klart 1869 då linjen Kristinehamn-Karlstad invigdes som en del av Nordvästra stambanan. Sträckan anlades för att förbättra kommunikationerna mellan Sverige och Norge, som sedan år 1814 varit i union. Den nya direktförbindelsen med omvärlden kom att få stor betydelse för utvecklingen av handel och industri i såväl Karlstad som länet i övrigt. Stationshuset i 1 ½ plan uppfördes i tidsenlig nyrenässans med hög tornprydd mittrisalit, brutet tak och klassiserande portal. Ursprungligen var stationen sammanbyggd med en glasförsedd stor banhall mot söder som revs kring sekelskiftet 1900. Interiört har stationshuset genomgått ett flertal ombyggnader, senast 1990.
Stationen har bara ett genomgående spår, nr 1, som ett långt tåg kan använda; det finns dock växlar så att två kortare tåg kan använda spår 1 samtidigt. Då kallas delarna spår 1a och 1b. Dessutom finns två säckspår, nr 20 för trafik österut och nr 21 för trafik västerut. Med detta arrangemang behövs inga trappor till spåren.
Regionala bussar går inte från järnvägsstationen. De går från busstationen som ligger 400 m mot nordväst. Lokalbussar går från Stora Torget 300 m mot norr.[källa behövs]

## Ombyggnation
I april 2014 presenterade regeringen den nationella transportplanen för perioden 2014-2025 där man räknade med att under 2020-2025 bygga nya plattformsspår och ett nytt ställverk. Planerad byggstart är just nu vid januari/februari år 2023.